# Albatros de Sanford
Diomedea sanfordi
Espèce
Synonymes
- Diomedea (Rothonia) sanfordi
- Diomedea epomophora sanfordi

Statut de conservation UICN

 EN A4bc ; B2ab (iii,v) : En danger
L'Albatros de Sanford (Diomedea sanfordi) est une espèce d'Oiseau de mer de la famille des Diomedeidae. Il se reproduit en majorité dans les îles Chatham et vole dans toute la région subantarctique hors de sa période de reproduction. Il était anciennement considéré comme une sous-espèce de l'Albatros royal.
C'est un grand oiseau aux ailes étroites dont l'envergure peut dépasser 3,50 m, ce qui le classe parmi les oiseaux à la plus grande envergure. Ses ailes sont uniformément sombres au-dessus et blanches en-dessous. Son corps est blanc, avec parfois quelques tâches sombres au bout de la queue. Les juvéniles sont similaires aux adultes, excepté des mouchetures brunes sur la tête et en bas du dos qui disparaissent à l'âge adulte. Il peut être confondu avec l'Albatros royal, l'Albatros hurleur et l'Albatros des Antipodes.
Il ne niche qu'en Nouvelle-Zélande, à 99% dans l'archipel des Chatham où un peu plus de 4 000 couples se reproduisent chaque année, ainsi que dans une petite colonie à Taiaroa Head et sur l'île Enderby où il s'hybride parfois avec l'Albatros royal. Les jeunes encore immatures et les adultes non reproducteurs migrent sur de grandes distances, rejoignant d'abord l'Amérique du Sud, puis ils font le tour de la région subantarctique jusqu'à rejoindre la Nouvelle-Zélande pour se reproduire.
Une fois atteint sa maturité sexuelle, entre 6 et 10 ans, l'Albatros de Sanford se reproduit habituellement tous les deux ans. Il pond un seul œuf de fin octobre à mi-novembre, qu'il couve sur un petit monticule de boue, de matières végétales, de galets ou d'autres matériaux. Couvé pendant 77 à 80 jours, l'œuf éclot entre fin janvier et début février, puis le poussin prend son envol vers 240 jours. On pense que l'Albatros de Sanford pourrait vivre jusqu'à 80 ans, mais l'individu le plus âgé connu est une femelle qui a été vue pour la dernière fois à 61 ou 62 ans.
L'Albatros de Sanford passe entre 25% et 50% de son temps en vol. Dépendant du vent, il plane sur de grandes distances, portés par les courants d'air marins, et peut atteindre 110 km/h. Il se nourrit surtout de calmars, de céphalopodes, de poissons, de crustacés et de Tuniciers, notamment de leurs carcasses qu'il trouve à proximité des bateaux de pêche.
C'est une espèce en danger d'extinction d'après l'Union internationale pour la conservation de la nature. Vulnérable au changement climatique, à l'érosion des îles Chatham et surtout aux fortes tempêtes dont la fréquence augmente, il a connu un déclin important sur les trois dernières générations. Il est inscrit dans plusieurs plans de conservation dans différents pays.
La colonie de Taiaroa Head, qui fait l'objet de suivis et de protection depuis 1937, est aujourd'hui une importante attraction touristique. L'Albatros de Sanford est aussi un symbole important de la culture des Moriori, le peuple autochtone des îles Chatham.

## Description
L'Albatros de Sanford mesure entre 102 et 122 cm de long pour une envergure allant de 305 à 351 cm, ce qui en fait un des oiseaux à la plus grande envergure. Sa queue mesure environ 17,5 cm, son tarse entre 11 et 12 cm et son bec 15,6 cm. Il pèse en moyenne 8 kg, 7,6 kg pour les femelles et 8,8 kg pour les mâles.
L'Albatros de Sanford est un oiseau imposant avec de longues ailes étroites. Chez les adultes, la tête et le corps sont blancs, tout comme le dessous des ailes à l'exception d'une pointe noire au bout des rémiges primaires, formant une bande noire à l'arrière de l'aile. Cette bande noire s'étend à l'avant jusqu'au carpométacarpe. Le dessus des ailes est uniformément brun très sombre ou noir avec seulement une petite zone blanche à la base du bord d'attaque, à l'avant de l'aile,. Cette petite zone blanche est peu visible en vol et apparaît surtout quand l'aile est repliée. Quelques femelles portent des mouchetures noires sur le sommet de la tête et certains individus ont des taches noires au bout de la queue. Le bec est rose pâle, fort et crochu, avec une ligne noire en bas de la mandibule supérieure. Il devient plus sombre, tout comme les pattes, en période d'élevage des petits.
Les juvéniles ont un plumage similaire à celui des adultes excepté un motif brun moucheté sur la tête et en bas du dos, ainsi qu'une étroite bande noire au bout de la queue. Les vermicules sombres au bas du dos disparaissent pour ne laisser qu'un plumage blanc à l'âge adulte.

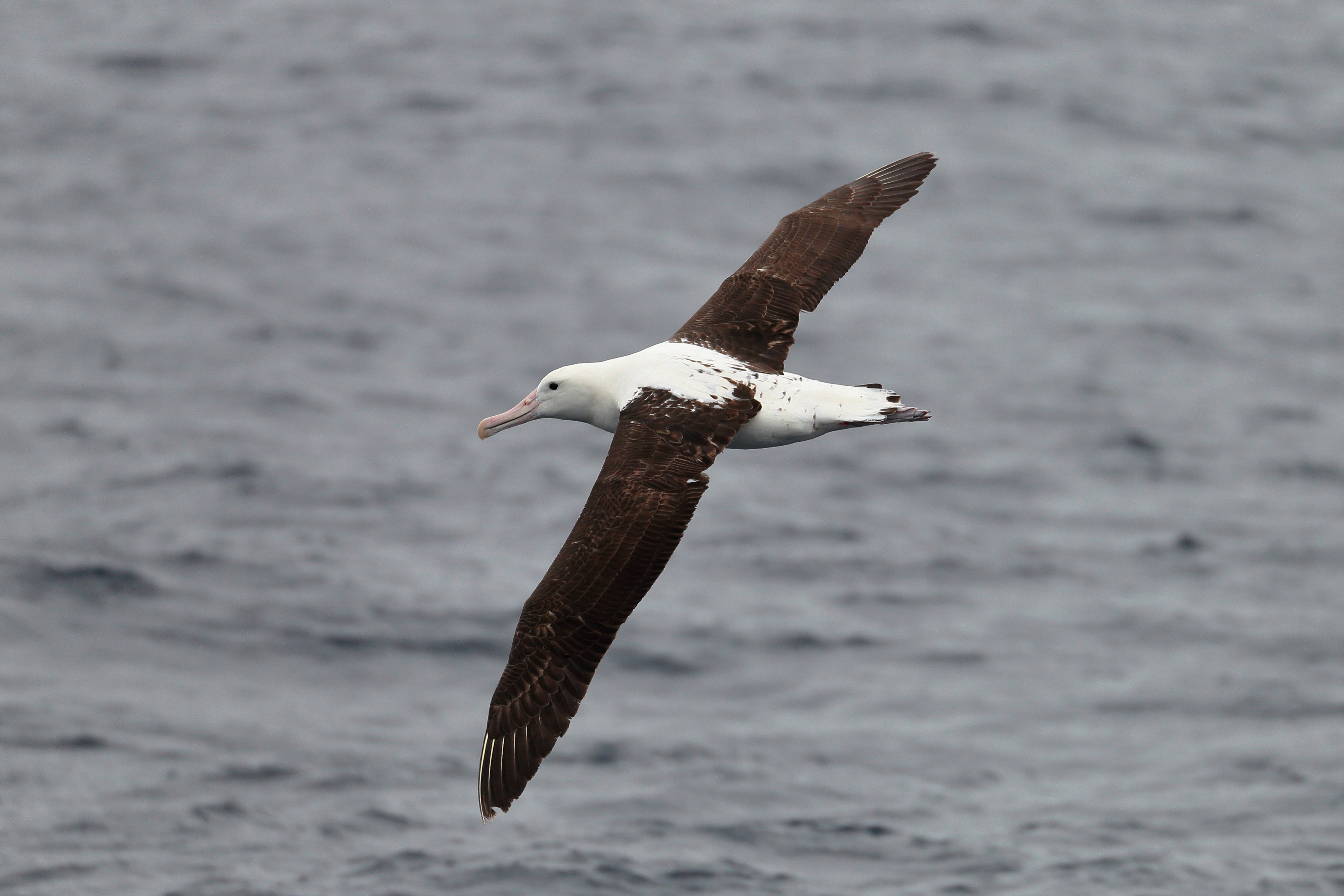
Le dessus des ailes est uniformément brun sombre ou noir.
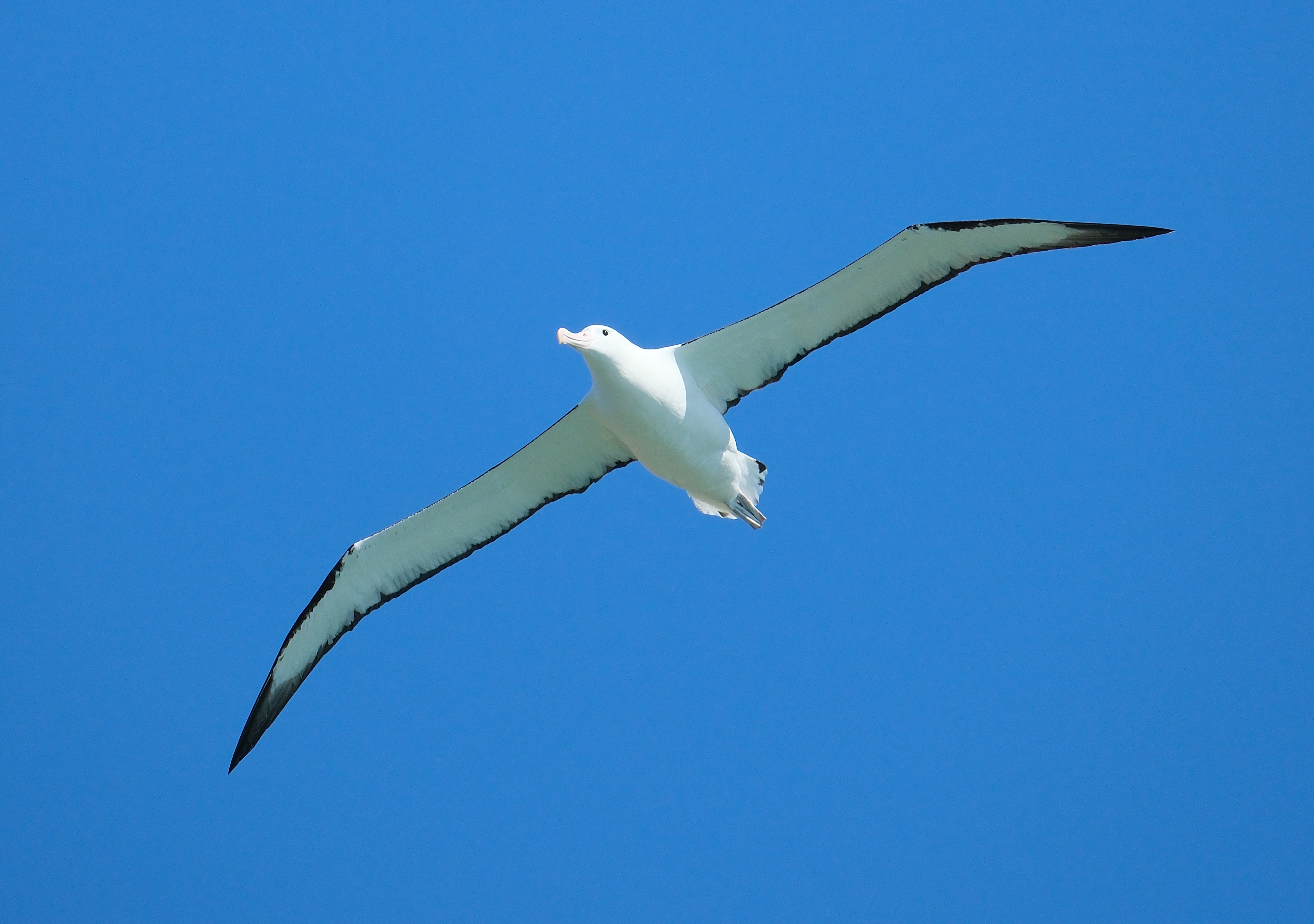
Le dessous du corps est presque entièrement blanc, avec une marge noire à l'arrière et jusqu'au carpométacarpe.
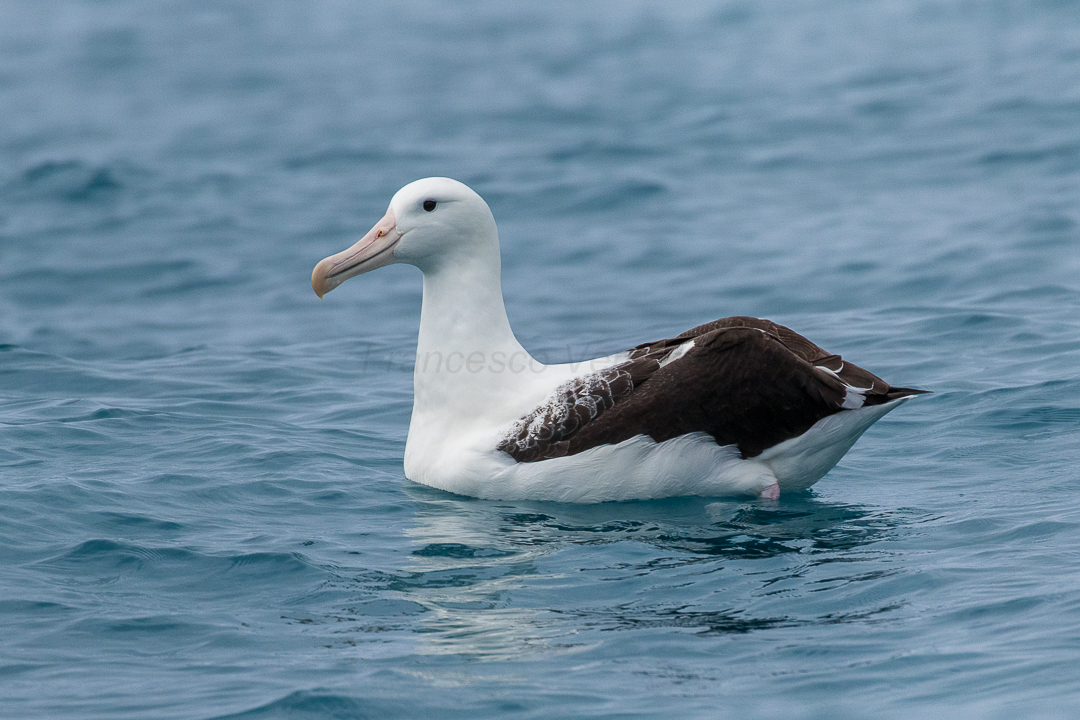
Une petite zone blanche sur le bord d'attaque est visible quand les ailes sont repliées.

### Voix
L'Albatros de Sanford est généralement silencieux mais peut émettre des grognements ou des gargouillements lorsqu'il se nourrit autour des bateaux.

### Espèces ressemblantes
Chez l'Albatros royal, les ailes sont toujours au moins partiellement blanches sur le dessus et blanchissent de plus en plus avec l'âge. Le bord d'attaque est toujours blanc et permet de différencier l'Albatros de Sanford des jeunes Albatros royaux qui ont encore les ailes sombres,,.
Il se distingue de l'Albatros hurleur et de l'Albatros des Antipodes par son bec, qui porte une ligne noire sur la mandibule supérieure. Le dessus de ses ailes est différent et les jeunes Albatros de Sanford n'ont pas le corps moucheté de brun comme les jeunes Albatros hurleurs. Ces deux espèces ont rarement le corps aussi blanc avec des ailes aussi noires que l'Albatros de Sanford.

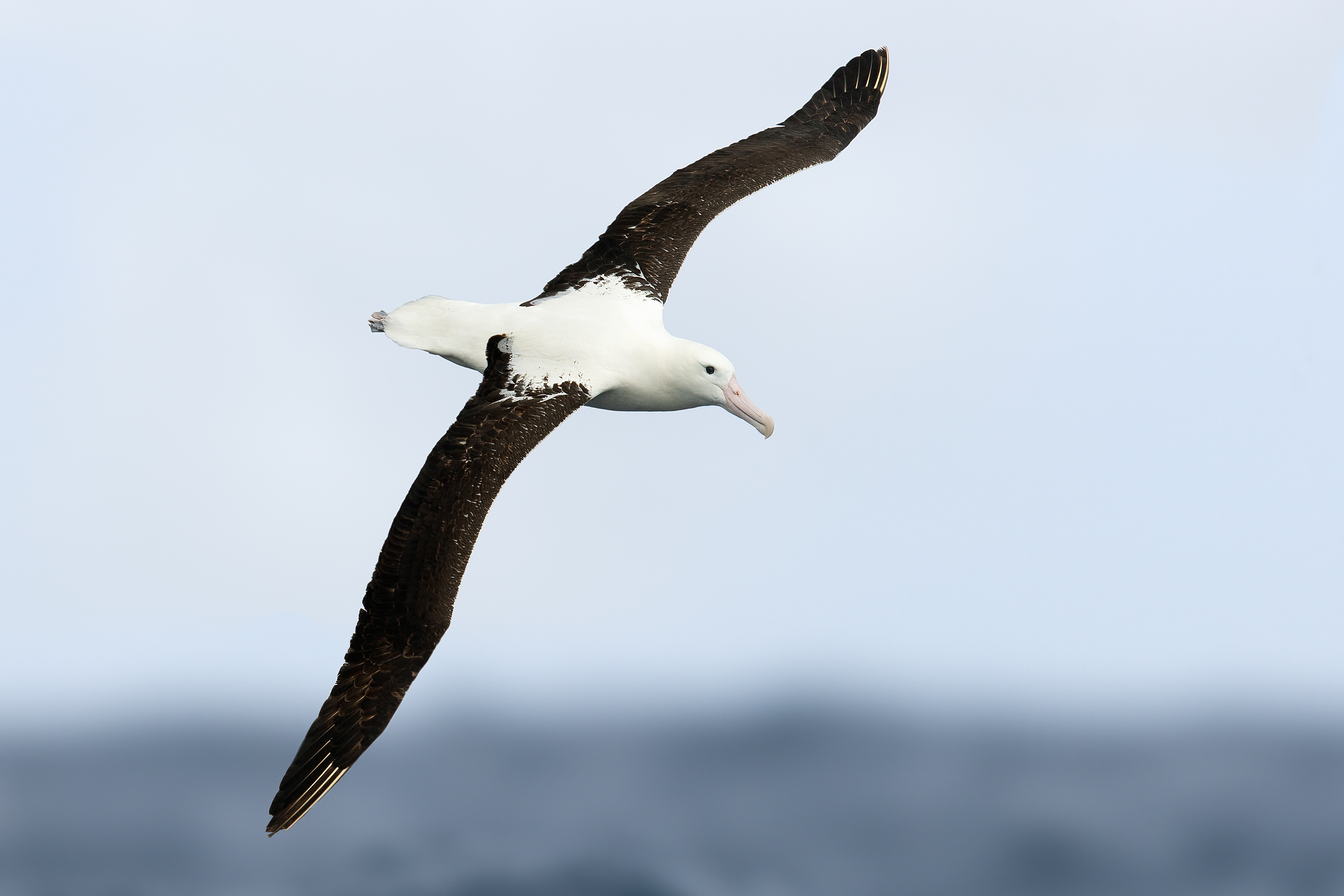
Les caractéristiques de l'Albatros de Sanford sont des ailes uniformément sombres sur le dessus, un corps blanc et une ligne noire entre les mandibules.
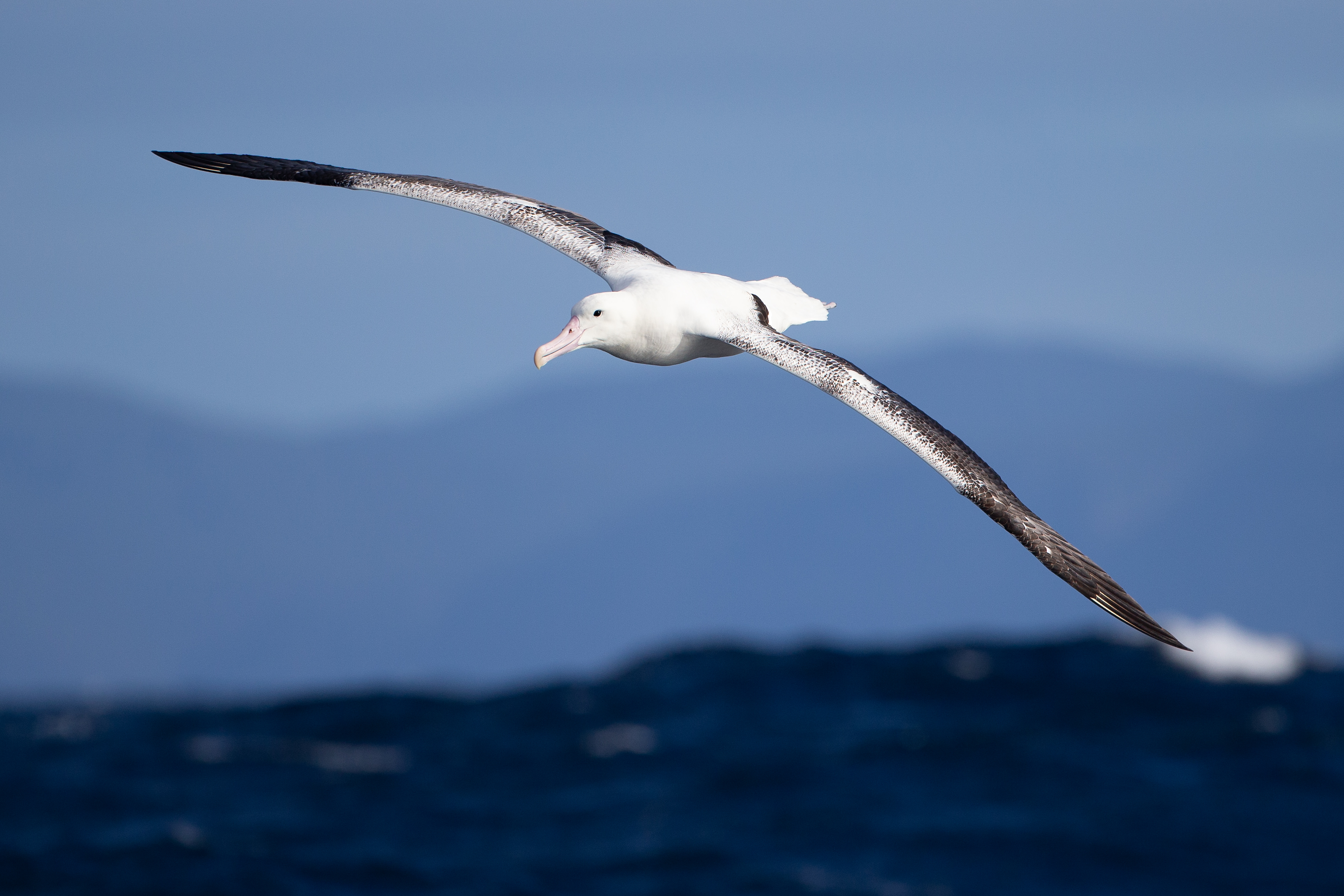
Chez l'Albatros royal, les ailes portent une bande blanche caractéristique à l'avant et blanchissent avec l'âge.
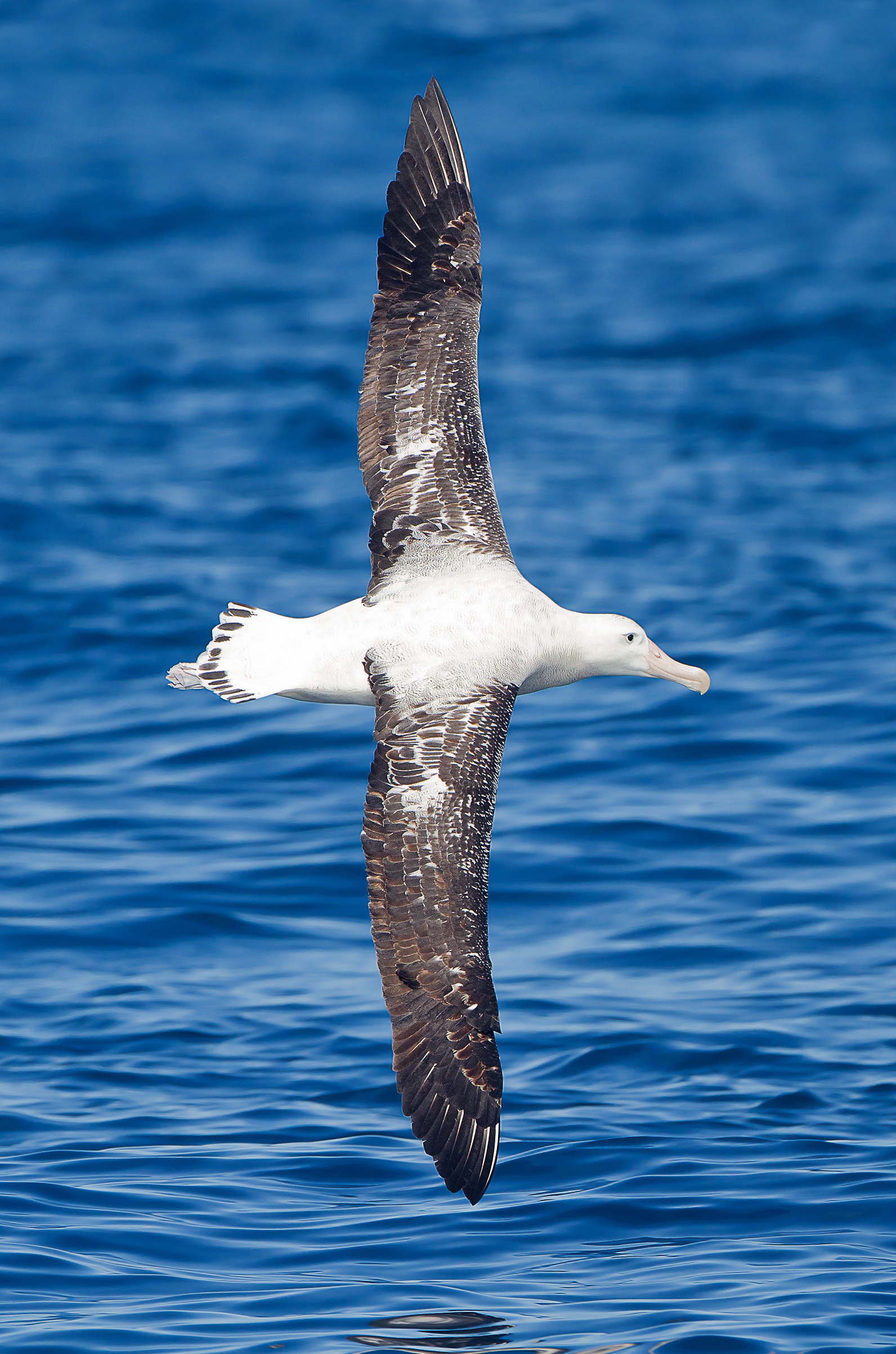
Le bec de l'Albatros hurleur est uniformément rose, sans ligne noire entre les mandibules, et le plumage de ses ailes n'est pas uni.
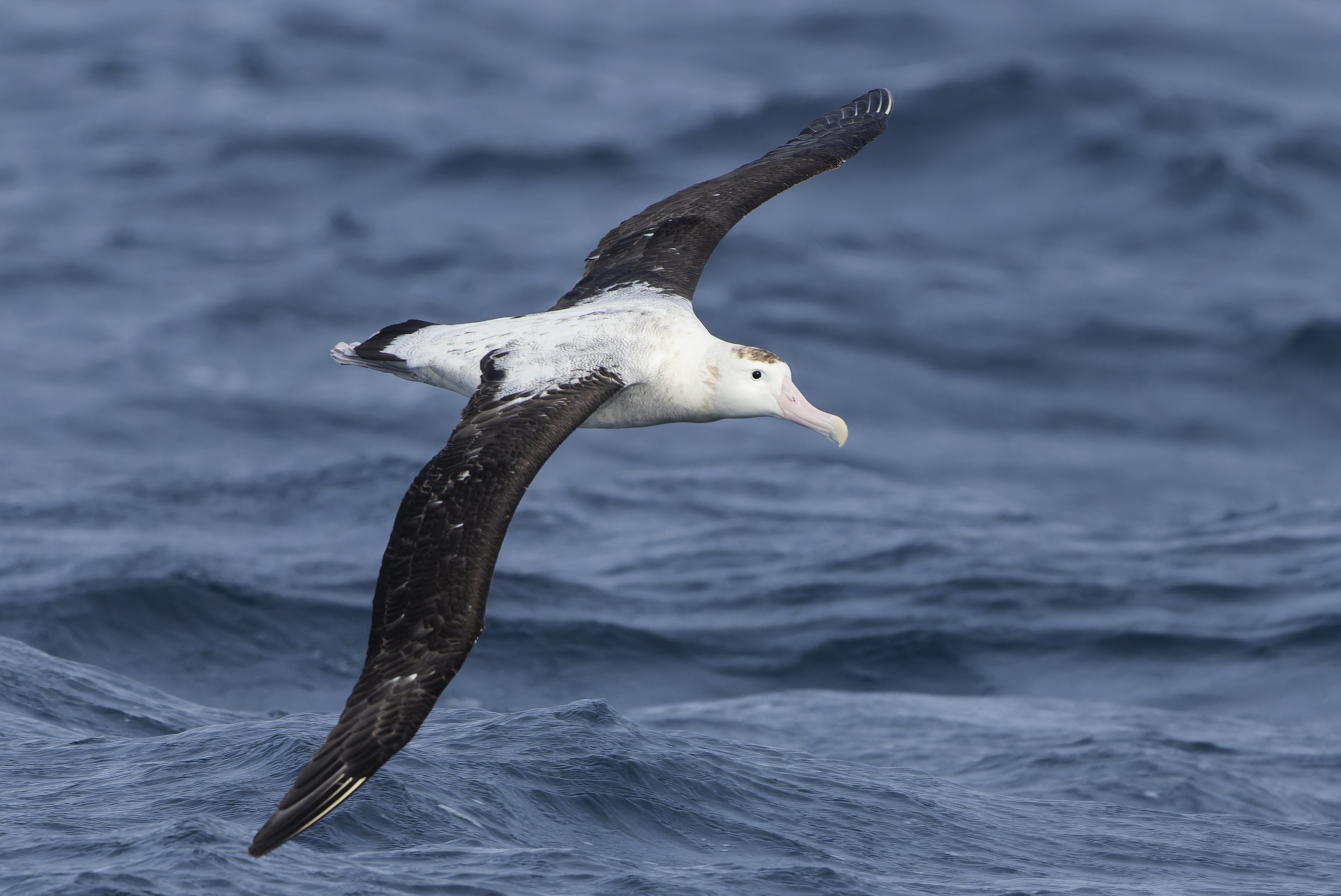
L'Albatros des Antipodes n'a pas de ligne noire entre les mandibules et a souvent des marques brunes sur la tête et le dos.

## Distribution et habitat

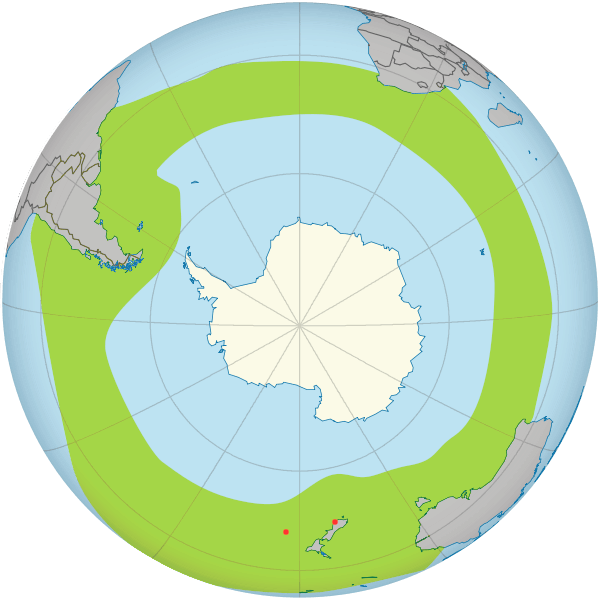
Distribution de l'Albatros de Sanford, avec en rouge ses sites de reproduction, les îles Chatham et la péninsule d'Otago (d'après des données de 2009).

L'Albatros de Sanford est considéré comme endémique de la Nouvelle-Zélande car il ne se reproduit que dans les îles néo-zélandaises, à 99% dans l'archipel des Chatham. En 2017-2018, environ 4 151 couples nichaient sur l'île Chatham, les îles Forty-Fours et les îles Moyenne Sœur et Petite Sœur,. Il partage cette zone de reproduction avec une sous-espèce de l'Albatros de Buller (Thalassarche bulleri platei) et avec le Pétrel de Hall (Macronectes halli).
On compte aussi une petite colonie à Taiaroa Head, où se reproduisent en 2018 environ 35 couples dont 5 hybrides avec l'Albatros royal, ainsi que deux couples hybrides sur l'île Enderby,,.
Les jeunes et les adultes hors période de reproduction effectuent de grands trajets autour de la région subantarctique, rejoignant d'abord l'ouest de l'Amérique du Sud,, principalement le Chili, l'Argentine et l'Uruguay,, par le courant de Humboldt qui leur fournit une source de nourriture. La plupart des individus quittent ensuite la côte ouest en août ou en septembre, pour se rendre sur le plateau patagonien, où la majorité hiverne, ou dans les eaux australasiennes. Ils poursuivent ensuite leur tour du cercle antarctique vers l'est, entre 30°S et 45°S de latitude, passant au large de l'Afrique du Sud et de l'Australie, pour rejoindre la Nouvelle-Zélande,.

## Écologie et comportement

### Comportements et trajets en mer

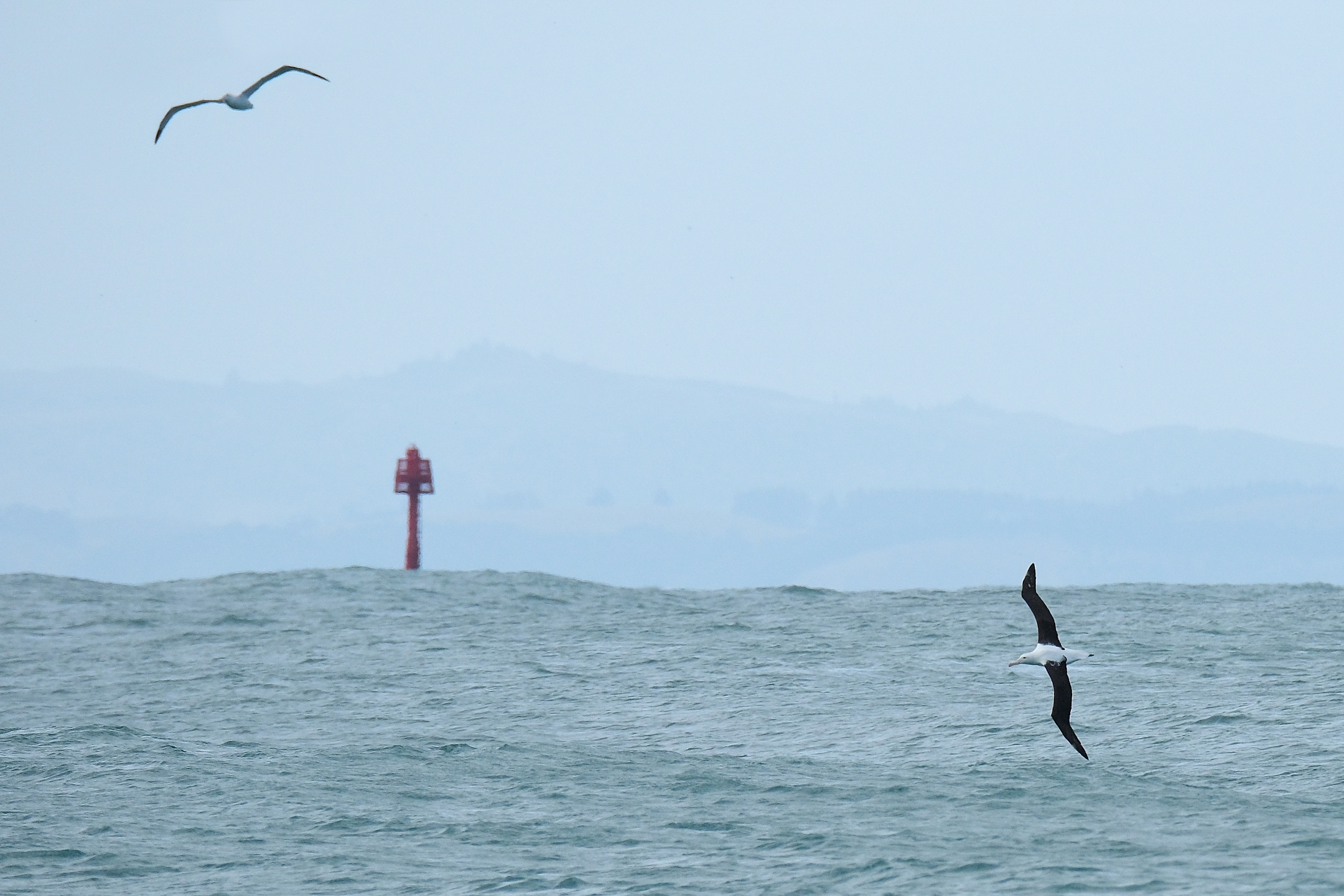
Deux individus photographiés près de la péninsule d'Otago. Les Albatros de Sanford passent entre 25% et 50% de leur temps en vol.

Depuis les années 1990, l'utilisation de balises GPS permet d'étudier plus en détails les trajets en mer de l'Albatros de Sanford,. Ces suivis ont permis de distinguer une succession régulière de comportements : en période de reproduction, la recherche de nourriture à peu de distance de la colonie, au-dessus et à la limite du plateau continental ; une fois la reproduction terminée, une dispersion rapide en direction de l'Amérique du Sud ; une période de « repos et récréation », où son activité est surtout nocturne ; enfin, un retour rapide vers la zone de reproduction.
Selon la période et le comportement adopté, l'Albatros de Sanford passe entre 25% et 50% de son temps en vol. Il est dépendant du vent, qui forme des routes migratoires lui permettant de planer sur de grandes distances sans effort. En période de migration, il vole surtout de jour et peut avancer d'environ 10 degrés de longitude par jour, avec une vitesse moyenne qui peut dépasser 90 km/h. D'après une étude ayant suivi trois jeunes Albatros de Sanford lors de leur premier voyage vers le Chili, ils ont pu parcourir 1 047 km en une journée en atteignant une vitesse maximale de 110 km/h. Le trajet leur a pris entre 16 et 34 jours selon les individus.

### Alimentation

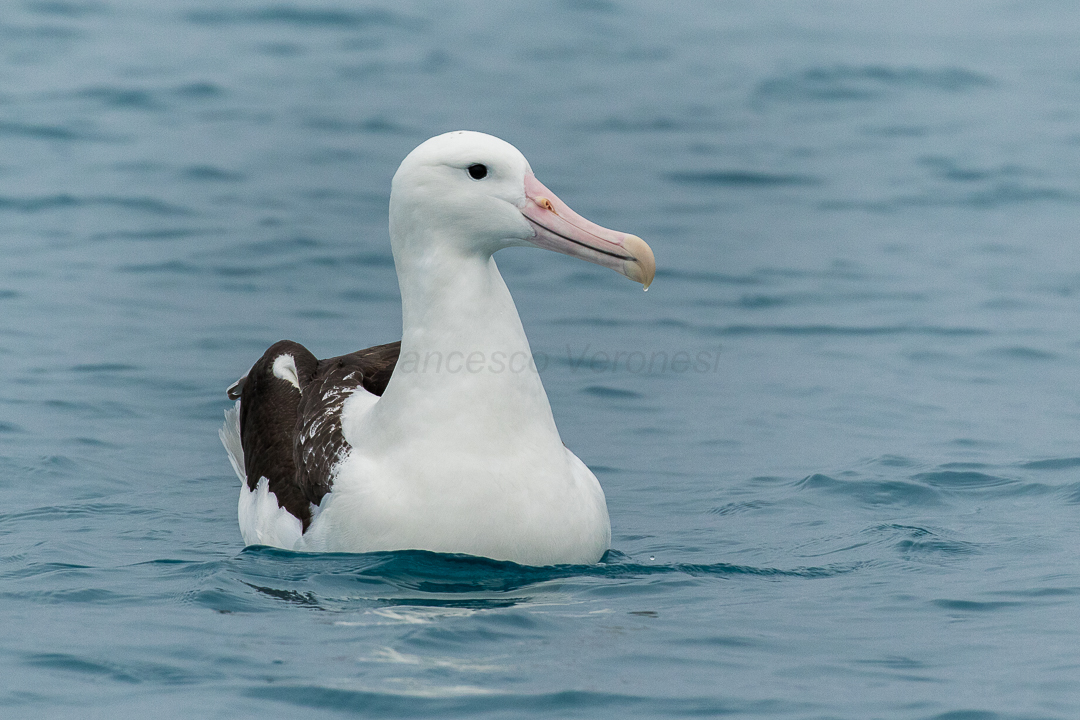
Un Albatros de Sanford avec la goutte au nez, due à ses glandes à sel.

L'Albatros de Sanford se nourrit surtout de calmars et autres céphalopodes, de poissons, de crustacés et de Tuniciers,. Dans les îles Chatham et à Taiaroa Head, les espèces qu'il consomme le plus sont des calmars, Onykia ingens, Histioteuthis atlantica et Pinnoctopus cordiformis (en).
Il ne se nourrit qu'en surface et peut plonger sa tête jusqu'à un mètre de profondeur. Pourtant, environ un tiers des céphalopodes qu'il mange sont des poulpes de profondeur : il pourrait s'agir d'animaux capturés par des engins de pêche de profondeur et relâchés ensuite. Il se nourrit en effet souvent de carcasses laissées derrière des bateaux de pêche, bien qu'il les suive moins que d'autres espèces d'Albatros,.
En période de reproduction, il cherche généralement sa nourriture au-dessus du plateau de Chatham.
L'Albatros de Sanford, comme d'autres oiseaux marins, possède des glandes à sel qui lui permettent d'ingérer de l'eau de mer. Ces glandes permettent de maintenir l'équilibre osmotique du sang, en évacuant le sel par un liquide incolore qui coule le long du bec. Ce phénomène donne l'impression que les Albatros ont « la goutte au nez ».

### Reproduction

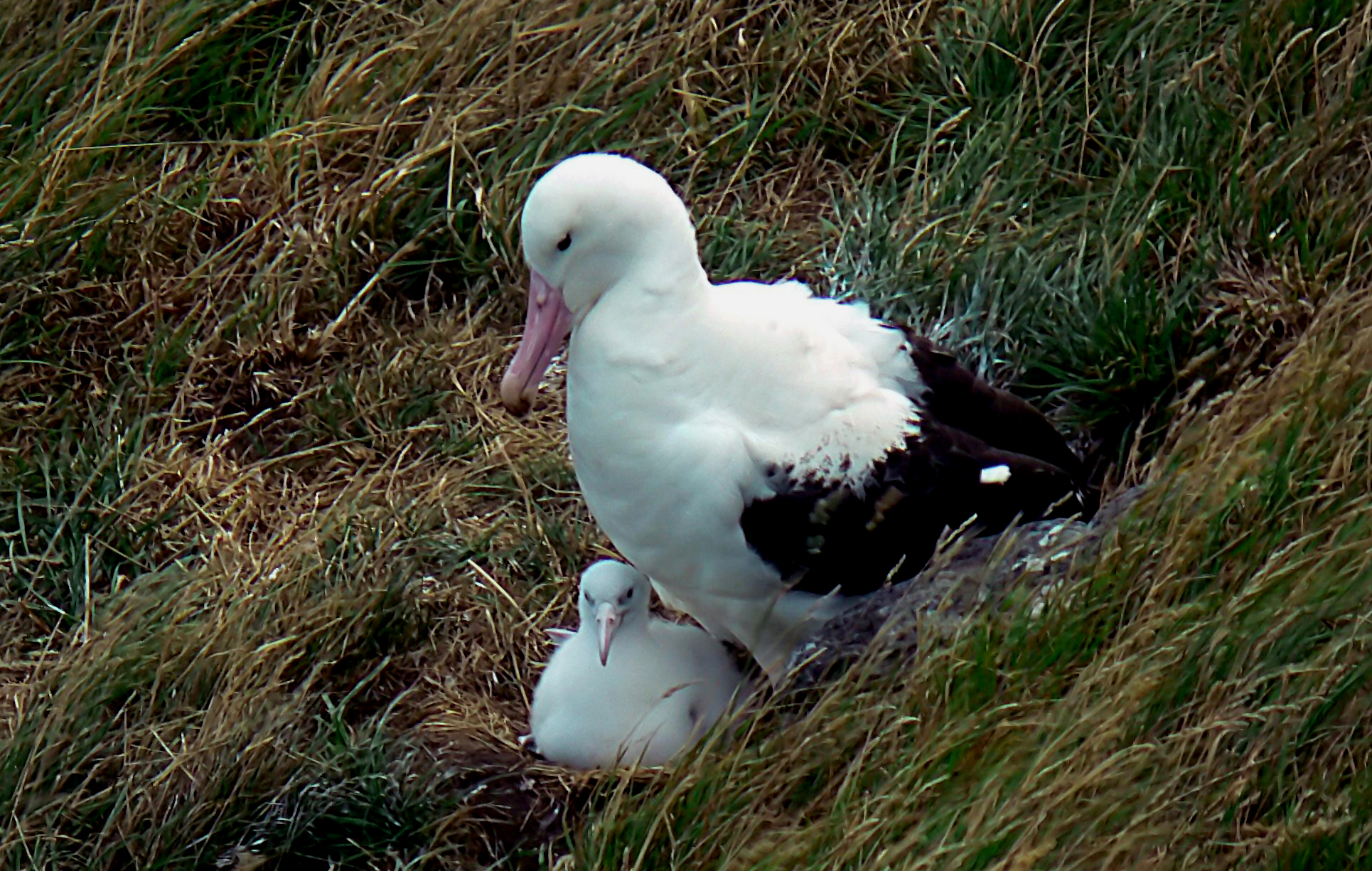
Un Albatros de Sanford et son petit.

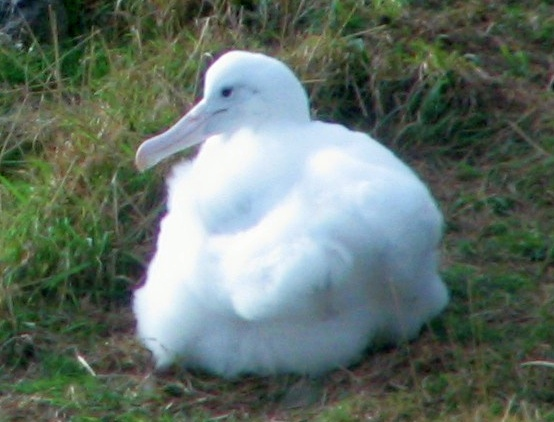
Un poussin photographié à Taiaroa Head.

La maturité sexuelle est atteinte à 8 ou 10 ans, rarement dès 6 ans,. D'après un suivi de la population à Taiaroa Head entre 1937 et 1993, l'âge moyen de la première reproduction est de 9,32 ans, sans différence entre les mâles et les femelles. Un an avant d'atteindre leur maturité sexuelle, certains oiseaux viennent chercher un partenaire et un site de nidification.
L'Albatros de Sanford ne se reproduit que tous les deux ans, sauf en cas d'échec de sa couvée, auquel cas il revient se reproduire dès l'année suivante. Le retour à la colonie après la migration s'effectue de fin août à mi-novembre. Il arrive sur son lieu de reproduction plus tôt que l'Albatros royal et pond en moyenne 3 semaines plus tôt, de fin octobre à fin novembre,. Le nid est un petit monticule constitué de boue, de végétation, de plumes, de galets ou d'autres matériaux, situé sur un sol plat et herbeux. L'unique œuf, qui mesure en moyenne 12,5 cm de long et 7,8 cm de large pour 445 g, est couvé entre 77 et 80 jours. Les petits éclosent entre fin janvier et début février. Ils pèsent 305 g à la naissance et prennent leur envol vers 240 jours,,.
Les jeunes oiseaux de l'année quittent leur colonie durant le printemps austral, vers le 22 septembre, soit un peu plus d'un mois avant les jeunes Albatros royaux. Ils y retournent au plus tôt à 3 ans, mais généralement plus tard, en moyenne à 4 ou 5 ans,.
Une génération dure en moyenne 26 ou 27 ans,.

### Longévité
Des extrapolations basées sur le taux de survie à Taiaroa Head entre 1937 et 1993 permettent d'estimer qu'1% des oiseaux pourraient atteindre 80 ans. L'oiseau le plus âgé connu est une femelle, affectueusement prénommée Grandma, qui a été baguée dans la colonie de Taiaroa Head en 1937 et a été vue pour la dernière fois à au moins 61 ou 62 ans. Le record de l'oiseau sauvage le plus âgé connu est aujourd'hui détenu par Wisdom, une femelle Albatros de Laysan (Phoebastria immutabilis) née vers 1951.

## Effectifs, menaces et conservation

### Suivi des effectifs

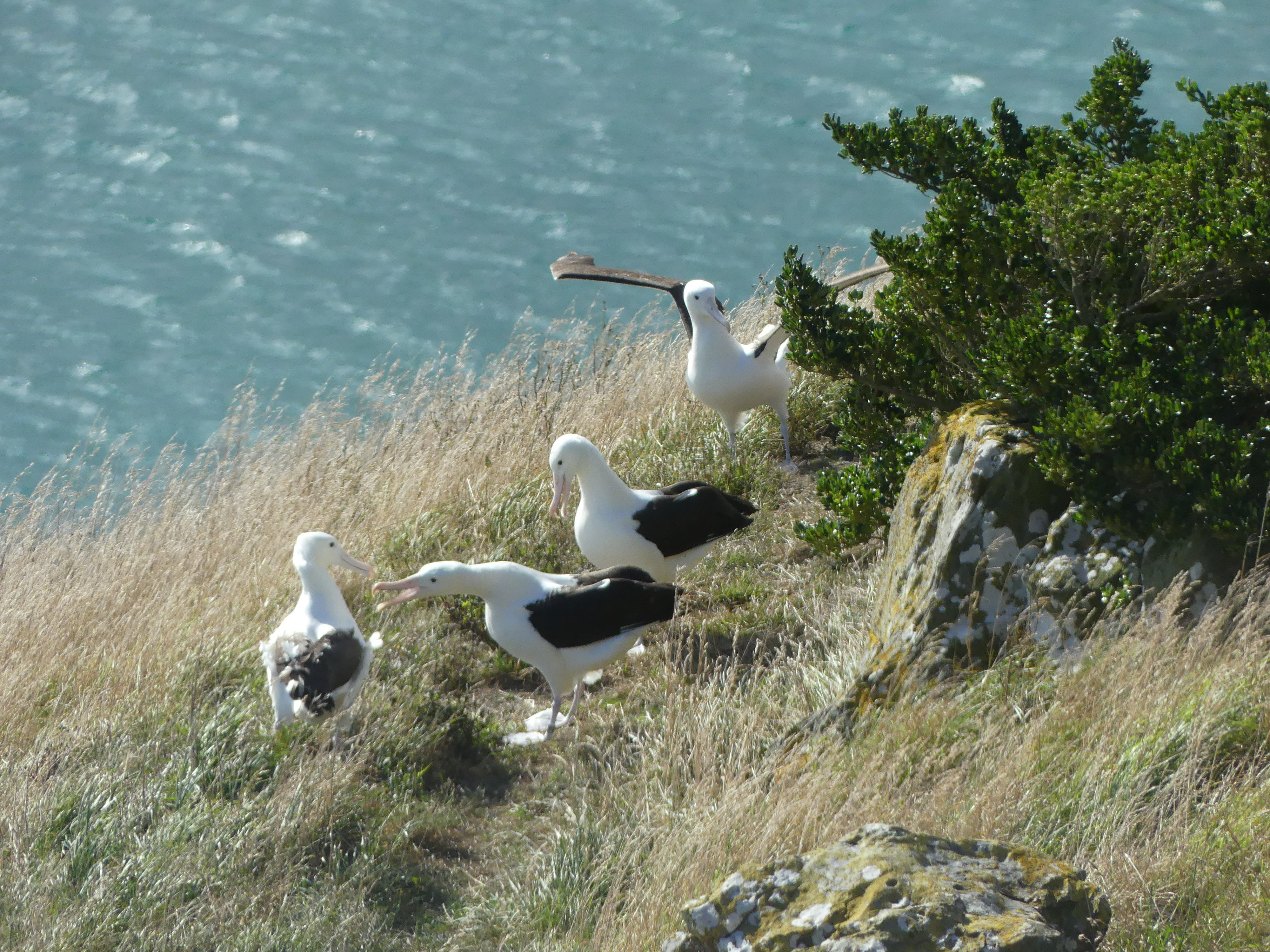
Un groupe de jeunes Albatros de Sanford à Taiaroa Head.

Comme l'Albatros de Sanford se reproduit tous les deux ans, des comptages doivent être effectués de manière consécutive pour obtenir une estimation fiable de la population. Des photographies aériennes permettent aujourd'hui de compter les nids avec une certaine précision. 
D'après BirdLife International, il y a 17 000 individus matures en 2018. Dans les îles Chatham, le nombre de couples nicheurs était estimé à 5 200 en 1995, 5 800 en 2002-2003, 4 406 en 2016-2017 et 4 151 en 2017-2018.
Un suivi des effectifs est effectué depuis 1937 à Taiaroa Head, mais les premiers recensements sont peu fiables et cette colonie ne représente que 0,5% à 1%, de la population. Elle est néanmoins en augmentation dans les années 2000.
La population a décliné de 25% sur les trois dernières générations et BirdLife International estime, en 2018, qu'elle pourrait continuer à décliner, se réduisant de 50% à 79% entre 1985 et 2069.

### Menaces
Historiquement, les Moriori et les Maoris capturaient les poussins dans les îles Chatham, mais cette pratique aujourd'hui illégale pourrait ne plus exister ou être très limitée,.
Le changement climatique et l'érosion des îles Chatham impactent négativement son succès reproducteur. L'impact sur les vents marins et l'augmentation des tempêtes pourraient interrompre ses migrations ou réduire ses sources de nourriture. Le cyclone de 1985 dans le Pacifique Sud (en) a détruit une partie de son aire de reproduction dans les îles Chatham, endommageant la végétation, les nids et les œufs,. On a enregistré une baisse de 18% du succès reproducteur dans l'archipel lors de cet épisode et, pour la période 1995-2003, le succès reproducteur n'atteignait que 66% de ce qu'il était dans les années 1970. Le lent rétablissement de la colonie se poursuit encore en 2017.
Les captures accidentelles par des Palangriers sont plus rares pour l'Albatros de Sanford que pour d'autres espèces, bien qu'il recherche sa nourriture dans des zones de pêche industrielle. Même si quelques captures ont été enregistrées, ce n'est pas considéré comme une menace majeure pour l'espèce d'après BirdLife International.

### Statut et mesures de protection
L'Albatros de Sanford est classé comme espèce en danger par l'Union internationale pour la conservation de la nature et BirdLife International, du fait du déclin rapide de sa population,. Cette classification signifie « qu'il est confronté à un risque très élevé d'extinction à l'état sauvage ». D'après la dernière évaluation, qui date de 2018, il remplit les critères suivants de la liste rouge de l'UICN :
- A4bc : réduction de la population supérieure ou égale à 50% supposée pour les 100 ans à venir, avec réduction de sa zone d'occupation et/ou de la qualité de son habitat[33] ;
- B2ab (iii, v) : zone d'occupation estimée à moins de 500 km2, avec une population gravement fragmentée ou présente dans cinq localités au plus, avec un déclin constaté ou prévu de la superficie, l'étendue et/ou la qualité de l'habitat et du nombre d'individus matures[34].

Il est inscrit à l'annexe 1 de l'Accord sur la conservation des albatros et des pétrels et à l'annexe II de la convention de Bonn,. Il est aussi inscrit à des plans de protection nationaux en Afrique du Sud, en Australie, au Brésil, au Chili, en Nouvelle-Zélande et en Uruguay.
Plusieurs de ses aires de reproduction sont protégées, notamment l'île Enderby qui fait partie des îles subantarctiques de Nouvelle-Zélande, un site inscrit au patrimoine mondial de l'UNESCO, ainsi que Taiaora Head et les Sœurs qui font l'objet de plans de conservation en Nouvelle-Zélande.

#### Réserve de Taiaroa Head

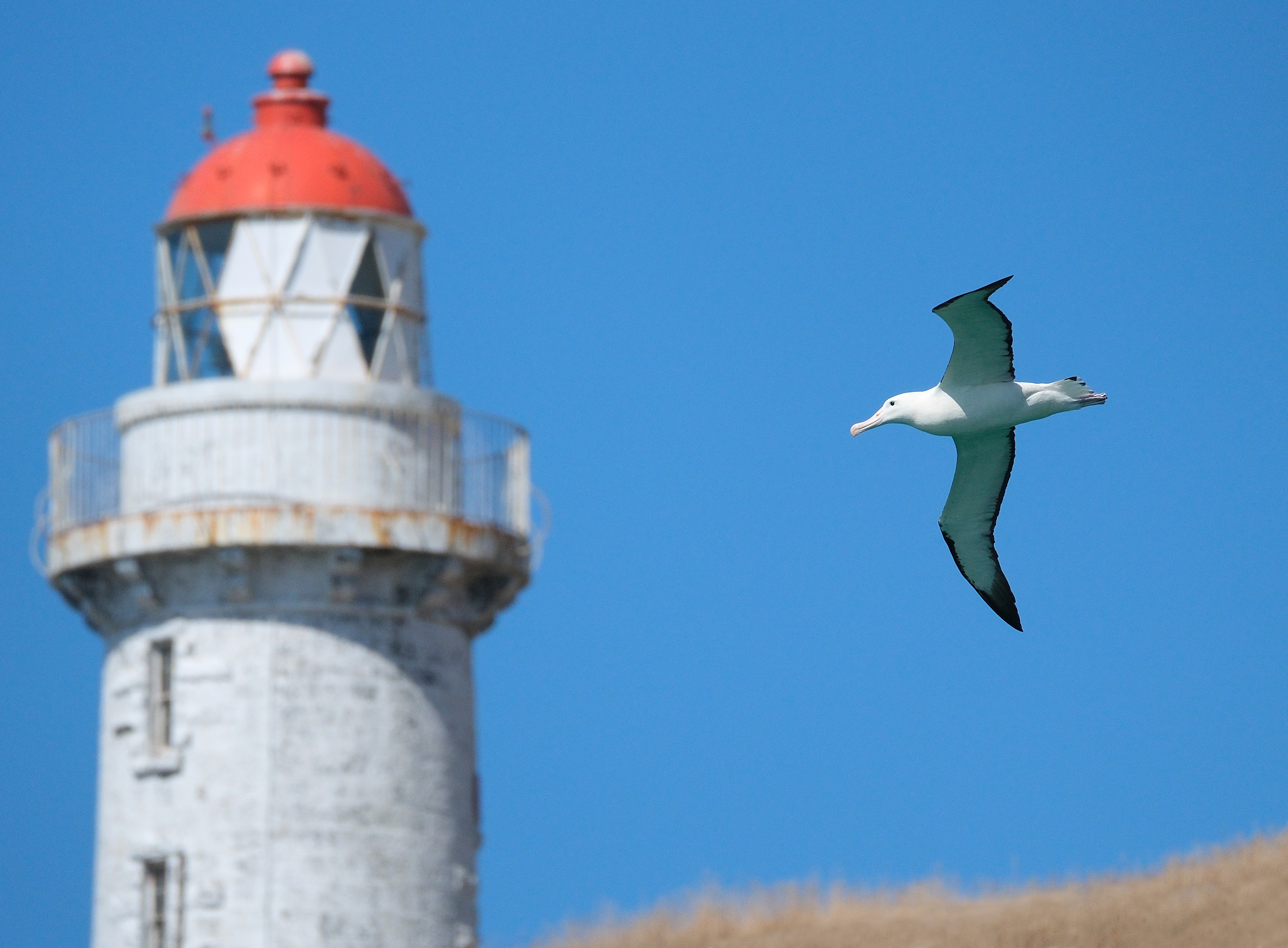
Un Albatros de Sanford en vol devant le phare de Taiaroa Head.

À Taiaroa Head, où la colonie s'est installée dans les années 1890, des efforts de conservation ont été entrepris au début du XXe siècle pour limiter les vols d'œufs et les destructions. Les premiers baguages d'oiseaux ont été effectués à partir de 1937, puis un écogarde a été employé à plein-temps à partir de 1950. Taiaroa Head a ensuite été classée comme réserve naturelle en 1964 et gérée par une équipe dédiée. Le succès reproducteur a augmenté grâce à plusieurs mesures, comme une meilleure gestion des infestations de mouches, notamment la Lucilie soyeuse (Lucilia sericata), et le piégeage d'espèces invasives et prédatrices, comme le chat (Felis catus), le putois (Putorius putorius) et l'hermine (Mustela erminea), qui est une espèce introduite envahissante en Nouvelle-Zélande (en),.

## Taxonomie

### Classification et sous-espèces
L'Albatros de Sanford est décrit scientifiquement par l'ornithologue américain Robert Cushman Murphy en 1917, d'après un spécimen collecté lors de l'expédition de Brewster-Sanford (en), une expédition ornithologique menée par Leonard Cutler Sanford (en). Ce spécimen, collecté au large du Chili par Rollo Beck, est identifié par ce dernier comme un Albatros hurleur. En se basant sur les différences dans les dimensions du bec, des ailes et les motifs du plumage, Murphy l'identifie comme une nouvelle espèce qu'il nomme Diomedea (Rothonia) sanfordi et propose de lui créer un nouveau sous-genre.
D'après la classification de référence du Congrès ornithologique international (version 15.1) l'Albatros de Sanford fait partie de la famille des Diomedeidae et du genre Diomedea, qui comprend 5 autres espèces : l'Albatros royal (D. epomophora), l'Albatros hurleur (D. exulans), l'Albatros de Tristan da Cunha (D. dabbenena), l'Albatros des Antipodes (D. antipodensis) et l'Albatros d'Amsterdam (D. amsterdamensis). Il n'a pas de sous-espèces. Il est l'une des 13 espèces d'Albatros endémiques de la Nouvelle-Zélande.
L'Albatros de Sanford a longtemps été considéré comme une sous-espèce de l'Albatros royal, sous le nom Diomedea epomophora sanfordi. En 1998, deux chercheurs ont proposé une nouvelle classification qui le distingue comme une espèce à part entière. Bien qu'il soit aujourd'hui considéré comme une espèce distincte par la classification de référence du Congrès ornithologique international (version 15.1), BirdLife International, l'Accord sur la conservation des albatros et des pétrels et la plupart des guides d'identification récents, certains auteurs considèrent qu'il est trop proche génétiquement de l'Albatros royal est qu'il est une sous-espèce.

### Noms et étymologie
Le nom Diomedea vient du personnage de la mythologie grecque Diomède. La légende raconte que ses compagnons étaient si désespérés à sa mort qu'ils ont été transformés en oiseaux de mer blancs,. Murphy nomme l'espèce sanfordi en hommage à l'ornithologue Leonard Cutler Sanford.
Son nom en anglais est Northern Royal Albatross, l'Albatros royal du nord, comme dans de nombreuses autres langues européennes. Il ne doit pas être confondu avec Southern Royal Albatross, l'Albatros royal du sud, en français l'Albatros royal. Il est appelé Toroa whakaingo en maori, comme l'Albatros royal, ou seulement Toroa, le nom générique donné à tous les Albatros. En moriori, le terme hopo désigne les poussins d'Albatros de Sanford et d'autres espèces.

## Dans la culture

### Attraction touristique

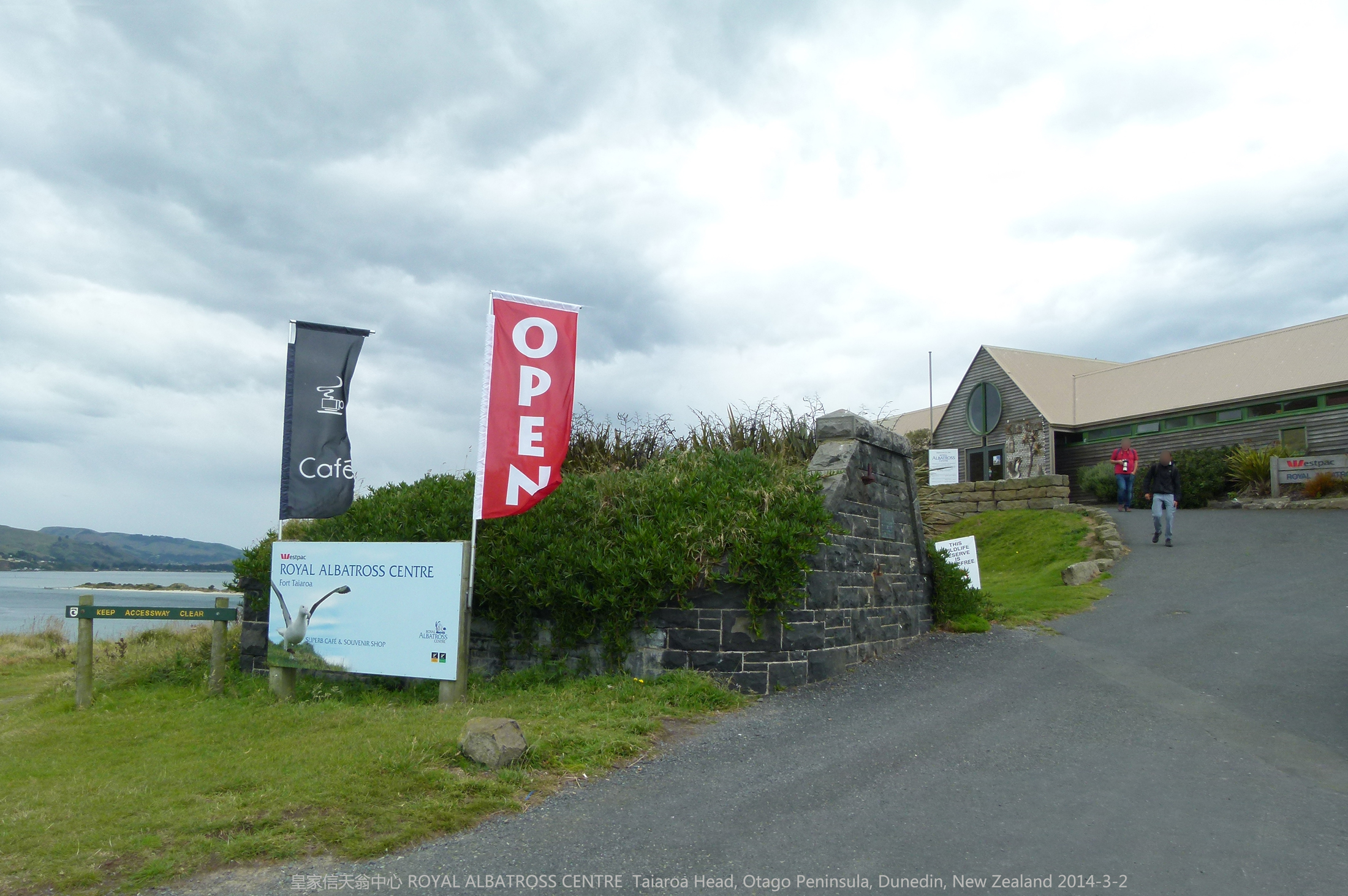
L'entrée du Royal Albatross Centre à Taiaroa Head.

La colonie d'Albatros de Sanford qui niche dans la réserve de Taiaroa Head est une importante attraction touristique. Il s'agit du seul endroit dans l'hémisphère sud où une espèce d'Albatros niche dans les terres.
Le Royal Albatross Centre, qui accueille les touristes à Taiaroa Head, diffuse une vidéo en direct, 24 heures sur 24, qui permet de suivre la reproduction des Albatros.

### Dans la culture des Moriori et des Maoris
Les Moriori, peuple autochtone des îles Chatham, développent à partir de leur arrivée dans les années 1400 des modes de capture des Albatros et de conservation de leur viande, qui perdurent jusqu'à l'arrivée des Européens en 1791. Ces processus comprennent des rituels spéciaux et une attention portée à la saison et à la météo. Des canoës sont spécialement conçus pour transporter une quarantaine d'Albatros. Les Maoris prennent ensuite possession des îles Chatham à partir de 1835, probablement attirés par la richesse des ressources aviaires. Ils se servent du savoir des Moriori pour exporter de grandes quantités de viande et de plumes, provenant d'Albatros de Sanford et d'autres albatros, vers les îles principales de la  Nouvelle-Zélande tout au long du XIXe siècle. La dernière grosse exportation de viande aurait eu lieu dans les années 1920.
L'Albatros reste aujourd'hui un symbole de la culture moriori. En 1997 débute la construction d'un marae, le premier construit sur l'île Chatham depuis 160 ans. Inauguré en 2005, il a la forme d'un Albatros lorsqu'il est vu du ciel,.

### Philatélie
L'Albatros de Sanford est représenté sur les timbres de deux administrations postales différentes : la Guinée (1998) et la Nouvelle-Zélande (1991), ce dernier commémore le bicentenaire de la découverte des îles Chatham.

#### Ouvrages généraux et guides d'identification
- Fabrice Genevois et Frank S. Todd, Oiseaux et Mammifères antarctiques et des îles de l'océan austral : Terres australes et antarctiques françaises et îles Malouines incluses, Kameleo, 2006, 144 p. (ISBN 978-2350950082)
- (en) Peter Harrison, Seabirds: an identification guide, Bromley, Kent, Christopher Helm, 1985, 2e éd. (1re éd. 1983) (lire en ligne ), p. 224-225.
- (en) Brian Parkinson, Field Guide to New Zealand Seabirds, Auckland, New Holland Publishers, 2000 (lire en ligne ), p. 24.
- (en) John Warham, The Behaviour, Population Biology and Physiology of the Petrels, Londres, New York, Academic Press, 1996 (lire en ligne )

#### Articles spécialisés
- (en) Accord sur la conservation des albatros et des pétrels, « ACAP Species assessments: Northern Royal Albatross Diomedea sanfordi », 31 août 2009.
- (en) David G. Nicholls, « Plumages of northern (Diomedea sanfordi) and southern royal (D. epomophora) albatrosses observed in Chilean seas in September 2004 », Notornis, vol. 54, no 3,‎ 2007, p. 158-167 (lire en ligne).
- (en) David G. Nicholls, Christopher J. R. Robertson et B. Naef-Daenzer, « Evaluating distribution modelling using kernel functions for northern royal albatrosses (Diomedea sanfordi) at sea off South America », Notornis, vol. 52,‎ 2005, p. 223-235 (lire en ligne).
- (en) Peter G. H. Frost, Aerial Surveys of Northern Royal Albatross (Diomedea sanfordi) on the Chatham Islands: 2017-2018 Breeding Season, Whanganui, Science Support Service, 2019 (lire en ligne).
- (en) David G. Nicholls, Christopher J. R. Robertson, P. A. Prince, M. D. Murray, K. J. Walter et G. P. Elliott, « Foraging niches of three Diomedea albatrosses », Marine Ecology Progress Series, vol. 231,‎ 2002, p. 269-277 (lire en ligne).
- (en) Christopher J. R. Robertson et David G. Nicholls, « Round the world with the northern royal albatross (Diomedea sanfordi) », Notornis, vol. 47,‎ 2000, p. 176 (lire en ligne).
- (en) Christopher J. R. Robertson, « Survival and Longevity of the Northern Royal Albatross Diomedea epomophora sanfordi at Taiaroa Head 1937–93 », Emu, vol. 93,‎ 1993, p. 269-276 (lire en ligne).
- (en) Junichi Sugishita, Provisioning and foraging strategies of northern royal albatross (Diomedea sanfordi) at Taiaroa Head/Pukekura, and relationship with fisheries (thèse de doctorat), Université d'Otago, 2016 (présentation en ligne).
- (en) Bindi Thomas, Edward O. Minot et John D. Holland, « Fledging behaviour of juvenile northern royal albatrosses (Diomedea sanfordi): a GPS tracking study », Notornis, vol. 57,‎ 2010, p. 135-147 (lire en ligne).